# Vicente Wenceslao Querol
Vicente Wenceslao Querol Campos o Vicent Wenceslau Querol i Campos o Camps (Valencia, 30 de septiembre de 1836 - Bétera, 24 de octubre de 1889), poeta español de expresión bilingüe en castellano y valenciano, vinculado al Realismo.

## Biografía
Estudió latín en las Escuelas Pías y Derecho en la Universidad de Valencia, y trabajó como abogado. En 1855 obtuvo el premio del certamen poético que la Universidad de Valencia celebraba en el IV Centenario de la Canonización de San Vicente Ferrer y en 1856 leyó en la Academia de San Carlos su oda A las Bellas Artes, que le dio mucho renombre. Después fue publicando diversas poesías en castellano y valenciano en El Miguelete, La Opinión, Las Provincias, El Pensamiento de Valencia, Revista de Valencia y La España Moderna. Fundó la Sociedad Poética La Estrella y, con su amigo y condiscípulo Teodoro Llorente Falcó, fue uno de los promotores del renacimiento literario valenciano al iniciar los juegos florales de Valencia (1859). Con él tradujo El Corsario y Childe Harold de Byron. En 1872 actuó como mantenedor de los Jocs florals de Barcelona, que presidirá en 1885, y participó como jurado en el certamen literario convocado por el milenario del monasterio de Montserrat.
En 1877 publicó el único libro poético que imprimió en vida, Rimas; ese mismo año se trasladó a Madrid para desempeñar diversos altos cargos en los ferrocarriles de Madrid a Zaragoza y a Alicante. Vivió algún tiempo en París y fue miembro y presidente del  Ateneo Científico de Valencia, así como secretario de la redacción de la revista de la Academia de Bellas Artes de San Carlos. Entre otras distinciones, fue reconocido como Caballero de la Orden de Carlos III y de la de Cristo de Portugal.
Los críticos aprecian en la poesía de Querol el sesgo de Manuel José Quintana, pero abundan además en su escritura reminiscencias bíblicas y de clásicos y modernos (Bécquer, Núñez de Arce, Aleardi); su obra posee gran perfección formal y atrajo la atención de Miguel de Unamuno. Asimismo, Luis Guarner editó en los años sesenta y setenta del siglo XX gran parte de la obra de Querol en tres volúmenes con importante aparato crítico: Obres valencianes completes (1958), Poesías (1964) y Poesías desconocidas de Vicente W. Querol (1967). Años después lo consagró la monografía Poesía y verdad de Vicente W. Querol (1976).
Como anécdota, se suele atribuir a Dante Alighieri un verso que es en realidad suyo: "Quien sabe de dolor, todo lo sabe".

## Obra
De las Rimas se hicieron dos ediciones, en 1877 y en 1891, prologadas respectivamente por Pedro Antonio de Alarcón y por su amigo Teodoro Llorente. A estos libros hay que añadir las Poesías desconocidas editadas por Luis Guarner, a quien se debe también el texto editado por la colección Clásicos Castellanos de Espasa-Calpe.
Su producción lírica puede clasificarse en debida a fuentes externas o a internas. Al primer grupo responden sus epístolas: las dirigidas a Alarcón sobre la poesía y a Gaspar Núñez de Arce como comentario a su libro Gritos de combate. También, sus odas "A María", "A Cristo", "A la Guerra de África", etcétera. Próximos a estos poemas están los filosóficos ("Golondrina de otoño", "A un filósofo cristiano"), los mitológicos, las canciones y las poesías de ocasión.
Al segundo tipo de impulsos, internos, responden sus Rimas, 14 poemas breves que cantan de modo rápido y a veces condensado sentimientos hondos sencillamente expresados, pero con ciertos dejos retóricos que desdicen de su tono e incluso moralejas ocasionales. Pero en este segundo grupo, sin embargo, se ubican sus poemas más celebrados, los de tema familiar. Reflejan una realidad cotidiana, quizá prosaica, pero no por ello menos entrañable. Dedica catorce "A la memoria de su hermana Adela", y quintetos de pie quebrado "A la Nochebuena", "A sus ancianos padres", "A un árbol", "Oración" etcétera. Aparece en estos poemas el tópico del hogar como refugio de las tempestades del mundo. "Ausente" es el broche de esta serie, una pintura sobria y familiar de su paisaje nativo. En su lírica amorosa, influida por Bécquer, destacan sus tres "Cartas a María".
El estilo de Querol tiende un tanto a la retórica clasicista, pero contó entre sus admiradores a Miguel de Unamuno, cuyos poemas hogareños le deben no poco.
Por demás, su poesía se asemeja a la de Aleardo Aleardi por su amor a las formas clásicas, modelando conceptos elevados y trascendentales.